# Bataille d'Ebersberg
Cinquième Coalition
Batailles
Campagne d'Allemagne et d'Autriche
- Sacile
- Teugen-Hausen
- Raszyn
- Abensberg
- Landshut
- Eckmühl
- Ratisbonne
- Neumarkt
- Radzymin (en)
- Caldiero
- Dalmatie
- Ebersberg
- Piave
- Malborghetto
- Linz (en)
- Essling
- Sankt Michael
- Stralsund
- Raab
- Gratz
- Wagram
- Korneuburg
- Stockerau
- Gefrees (en)
- Hollabrunn
- Schöngrabern (en)
- Znaïm
- Ölper

Batailles navales
- Martinique
- Sables-d'Olonne
- Île d'Aix
- Walcheren
- Lissa
- Pelagosa

Campagne de l'île Maurice
- Sainte-Rose
- Saint-Paul
- Île Bonaparte
- Grand Port
- Île de France
- Tamatave

Campagne d'Espagne
Rébellion du Tyrol
La bataille d'Ebersberg eut lieu le 3 mai 1809, entre les troupes françaises d'André Masséna et les armées autrichiennes de Johann von Hiller. À noter que la localité impliquée dans cette bataille est Ebelsberg, que les historiographes français confondent avec Ebersberg. Ebelsberg est sur la rivière Traun, quelques kilomètres au sud de Linz. Ebersberg est à plus de 150 km à l'est, non loin de Wagram et de Vienne, n'est pas sur la rivière Traun, et a été le théâtre d'opérations militaires impliquant l'armée française au cours de l'année 1800.

## Prélude de la bataille
L'arrière-garde autrichienne sous les ordres du général Hiller prend position près de la Traun, dans l'espoir de ralentir la progression des troupes françaises vers Vienne. Napoléon conçoit alors une série de manœuvres visant à encercler totalement le général autrichien. Tandis que Lannes coupera la retraite à Hiller, le corps de Masséna l'attaquera au centre, soutenu par Vandamme positionné non loin d'ici. L'Empereur ordonne donc au duc de Rivoli de se mettre en mouvement et de se diriger vers Ebersberg.

## Forces en présences

### Du côté français
Masséna s'est organisé ainsi :
- en reconnaissance, les cavaliers badois (chevau-légers et dragons) et le 14e chasseurs à cheval sous les ordres de l'adjudant-commandant Trenquallye ;
- en avant-garde, la division Claparède, alignant 7 000 hommes et trois canons ;
- enfin, plus en arrière, les divisions Boudet, Carra Saint-Cyr et Legrand, flanquées à gauche des cuirassiers du général Espagne et à droite de la cavalerie légère de Marulaz, composée des 19e et 23e chasseurs à cheval.

### Du côté autrichien
Les forces autrichiennes de Hiller sont composées ainsi :
- plusieurs compagnies de la Landwehr ;
- 5e corps, accompagné du 2e corps de réserve ;
- les chevau-légers de Rosenberg ainsi qu'une brigade du 6e corps forment l'arrière-garde commandée par Bianchi ;
- les flancs sont gardés par des éléments du 6e corps positionnés sur Krems et Kleinmünchen.

## Déroulement de la bataille

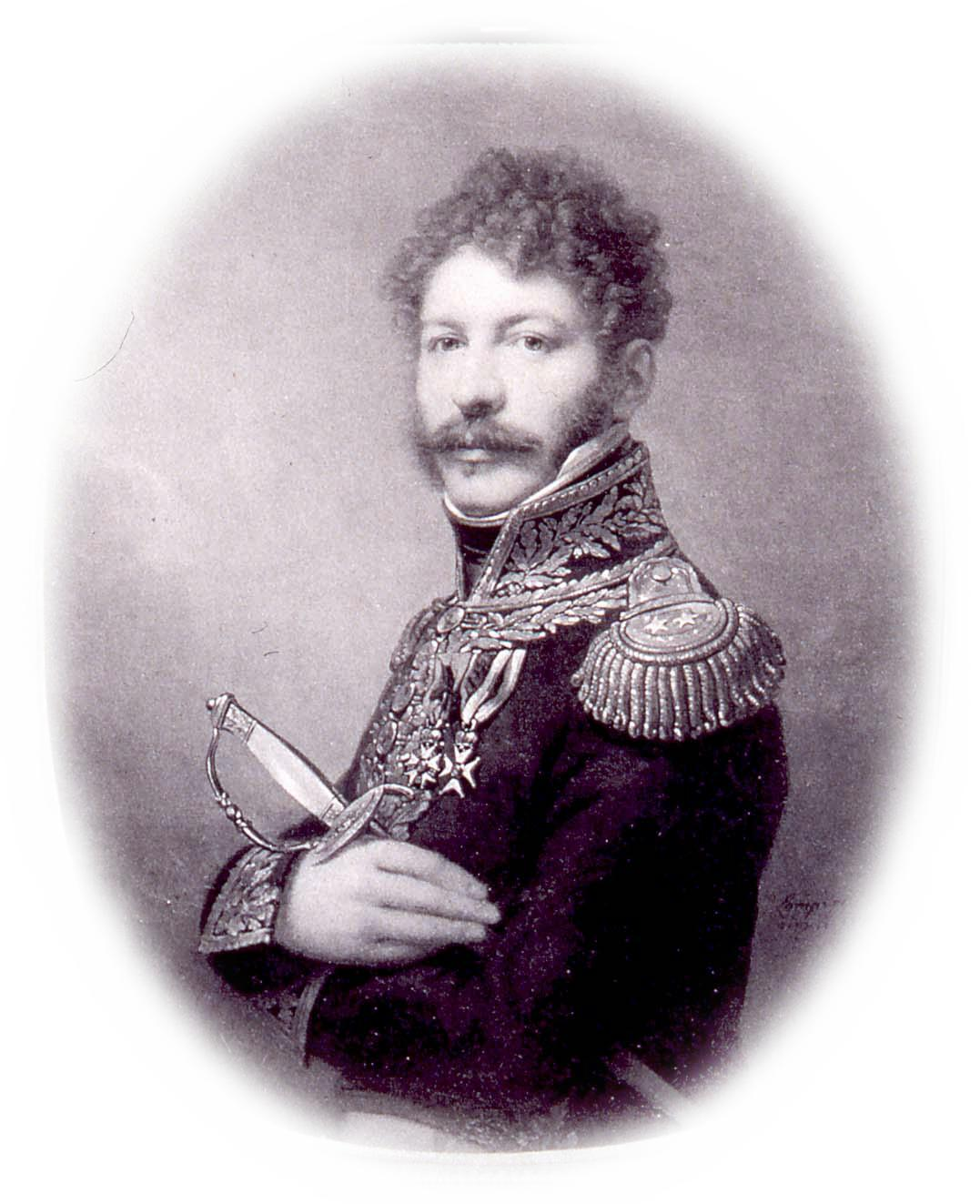
Le général Louis Jacques de Coehorn joue un rôle important dans l'issue de la bataille (peinture du XIXe siècle).

À dix heures ont lieu les premiers contacts, la cavalerie de Marulaz tentant de déborder la droite autrichienne. Malgré une certaine confusion dans le camp français (les dragons badois, malgré l'ordre d'attaquer, ne bougent pas), grâce à l'appui de la brigade Coehorn, les Autrichiens abandonnent leurs positions et se replient en désordre vers le pont de la Traun afin de se retrancher sur Ebersberg, poursuivis par les chasseurs à cheval et les fusiliers français.
Retardés par une courageuse résistance des soldats autrichiens pour la défense du pont, les Français attaquent le village d'Ebersberg en trois points différents. À gauche, l'objectif est de neutraliser l'artillerie autrichienne qui gêne la progression des troupes françaises; au centre et à droite, l'infanterie commandée par Claparède doit s'emparer des défenses ennemies. Les cavaliers de Marulaz ne peuvent apporter leur soutien à cause du terrain peu praticable.
À midi, l'ordre est donné d'attaquer. La colonne gauche parvient à réduire au silence les canons ennemis, mais est stoppée net par le feu roulant des défenseurs du château du village, bâti sur une crête qui rend tout assaut très difficile. Le groupe central est lui aussi repoussé avec des pertes sévères. Ce n'est qu'au bout du troisième assaut que les Français parviennent à s'emparer du bâtiment.
Pendant ce temps, la colonne droite, forte de sept mille hommes, a progressé jusqu'à l'extérieur du village. Les trente mille soldats autrichiens en réserve autour d'Ebersberg, surpris, contre-attaquent immédiatement. Dans un assaut combiné de la cavalerie et de l'infanterie, Hiller repousse les Français qui, après avoir soutenu trois charges successives à la baïonnette, s'enfuient jusqu'au pont de la Traun, abandonnant à l'ennemi le village si chèrement conquis. Une poignée de défenseurs qui restaient dans le château contraint également les soldats napoléoniens à battre en retraite. La contre-attaque autrichienne est une réussite totale.
À deux heures et demie, dans un ultime effort, Claparède et Coehorn ordonnent l'assaut général. Les brigades Ledru et Legrand s'élancent sur le pont, et malgré la mitraille ennemie, s'emparent à nouveau d'Ebersberg en proie aux flammes, après de sanglants combats de rues. À quatre heures, la victoire est française.

## Pertes
Les Français perdent 1 001 tués, 1 758 blessés et 800 prisonniers. De leur côté, les Autrichiens déplorent 7 339 hommes tués, blessés ou prisonniers. Ils abandonnent également aux Français deux pièces d'artillerie et un drapeau.

## Conséquences
Malgré le fait que les Français restent maîtres du terrain, les pertes subies font de cet affrontement une victoire à la Pyrrhus. De plus, la manœuvre d'encerclement prévue par Napoléon échoue puisque Hiller franchit le Danube avec le reste de ses troupes. Les Français entrent tout de même dans Vienne le 12 mai 1809.